# Tajura Wa Al Nawahi AlArba'
Tajura Wa Al Nawahi AlArba' was een gemeente (Shabiyah) in Libië.
Tajura Wa Al Nawahi AlArba' telde in 2006 267.031 inwoners op een oppervlakte van 1430 km².